# Аделіна Адаліс
Аделіна Адаліс (також Адаліс-Єфрон, уроджена Аделіна Олексіївна Висковатова, з п'яти років — Аделіна Юхимівна Єфрон (Ефрон); 13 (26) липня 1900, Санкт-Петербург — 13 серпня 1969, Москва) — російська поетесса, письменниця і перекладачка.

## Біографія
Аделіна Олексіївна Висковатова народилася 13 (26) липня 1900 року в Санкт-Петербурзі. Батько, засланий після подій 1905 року, помер від запалення легенів, незабаром померла мати-балерина. Аделіна була прийнята родиною матері і отримала прізвище Єфрон та по батькові Юхимівна.
Почала писати вірші в 1913 році. Друкувалася з 1918 року, її рання поезія витримана в «неокласичному» дусі з сильним впливом акмеїзму, підготовлена збірка під назвою «Перше попередження» виданий не був. На початку 1920-х рр. — учениця Валерія Брюсова, була з ним близька, адресат ряду його поезій (у тому числі останнього сонета в його віршованому «дон-жуанському списку» «Фатальний ряд»). Смерть коханого в 1924 році переживала дуже важко. Переїхала в Одесу (де входила в «Колектив поетів»), потім поїхала кореспондентом у Середню Азію, де пробула до 1931 року; з середньоазіатських нарисів склалася книга «Піщаний похід» (1929). Також зібраний в Туркестані матеріал ліг в основу «роману пригод» з елементами наукової фантастики «Абджед Хевез Хютті» (1926), в якому описана вигадана втрачена древня цивілізація, що знаходиться у важкодоступних горах Паміра. Перша поетична збірка «Влада» вийшла в 1934 році.
Високо цінував її творчість Осип Мандельштам — ще в 1922 році він позитивно відгукнувся про поезіï Адаліс «чий голос часом досягає чоловічої сили і правди» (у статті «Літературна Москва»), а в 1935 році дав докладний і позитивний аналіз її поетичної роботи в рецензії на збірку «Влада» (надрукована в воронезькому журналі «Підйом», № 6, вересень); в пізніх віршах Мандельштама використовуються деякі мотиви її творчості.
Працювала перекладачкою з іноземних мов, перекладала поетів Середньої Азії і Закавказзя — класиків Насира Хосрова, Джамі, Наапета Кучака, Фізулі і багатьох сучасних авторів, в тому числі Самеда Вургуна, Джамбула і Мірзо Турсун-заде. Фрагменти віршів з роману Рабіндраната Тагора «Остання поема» в перекладі Адаліс були покладені на музику Олексієм Рибніковим, пізніше використані у фільмі «Вам і не снилося...» і стали широко відомою піснею.
Захоплювалася точними науками — фізикою, біологією, а також космогонією, історією, археологією, кібернетикою.
Похована на Хімкинському кладовищі.
У 2002 році у Санкт-Петербурзі у видавництві «Лімбус Прес») після великої перерви вийшла збірка Адаліс «Безсоння» — вибрані вірші та переклади 1920—1969 років; у збірку включені також тексти Брюсова і Мандельштама, присвячені Адаліс (див. відгук газети «Книжное обозрение» [Архівовано 13 січня 2011 у Wayback Machine.]).
Чоловік — письменник Іван Володимирович Сергєєв (1903—1964). Разом з чоловіком написала роман «Абджед хевез хютти…» (1927). Син — поет-пісняр Володимир Сергеев. донька — Юлія Іванівна Сергєєва, режисер, драматург.

## Нагороди
- орден «Знак Пошани» (31.01.1939)
- медаль «За трудову доблесть» (23.10.1954)

### Поезія
- Влада: Вірші / Худ. Е. Візин. — М: Сов. письменник, 1934. — 68 с., 5 200 екз.
- Кірову: Лірична поема / Обл. Б. Бажанова. — М.: ГИХЛ, 1935. — 58 с., 15 000 екз.
- Братство: Вірші 1936 р. / Худ. Р. Рифтин. — М.: Гослитиздата, 1937. — 48 с., 5 000 екз.
- Богатирі народу: Вірші. — М: Сов. письменник, 1943. — 36 с.
- Вірші та поеми / Худ. В. Миколаївців. — [М]: Сов. письменник, 1948. — 124 с., 7 000 екз.
- Східний океан: Вірші / Худ. Н. Полянський. — М: Сов. письменник, 1949. — 92 с., 10 000 екз.
- Новий вік: Вірші та поеми. — М: Сов. письменник, 1960. — 103 с., 4 000 екз.
- Міста: Вірші [і поема «Балади про місті Омську»]. — М: Сов. письменник, 1962. — 139 с., 20 000 екз.
- До початку: Нові вірші. — М: Сов. письменник, 1966. — 79 с., 20 000 екз.
- Січень — вересень: Вірші та поема / Худ. Ст. Медведєв. — М: Сов. письменник, 1970. — 104 с., 20 000 екз.
- Безсоння: Вибрані поезії / Упоряд. Ю. Сергєєвої та М. Синельникова; Предисл. М. Синельникова. — СПб.: Лімбус Прес, 2002. — 228 с., 1 000 екз.

### Переклади
- Алазан Ст. Повік проти століття: Поема / Пров. з вірмен. Адаліс і Панченко. — М: Сов. літ-ра, 1934. 54, [3] с.
- Переклади: [Вірші]. — М.: Гослитиздата, 1936. — 53, [2] с., 5 000 екз.
- Турсунзаде, Мірза. Індійська балада: [Збірка поезій] / Пер. А. Адаліс; Послесл. М. Явич. — [Душанбе]: Держ. изд. Тадж. РСР, [1947]. — 40 с., 7 000 екз.
- Турсунзаде, Мірза. Індійська балада: [Вірші] / Вільний пер. з тадж. А. Адаліс. — М: Правда, 1948. — 24 с., 150 000 екз.
- Камоль Худжанди. Вибрана лірика / [Пер. з тадж. А. О. Адаліс; Упоряд., прим. і ред. В. С. Брагінського]. — Душанбе: Госиздат Тадж. РСР, 1949. — 72 с., 6 000 екз.
- Сайидо Насафі. Вибране / [Пер. з тадж. А. Адалис; Ред.-упоряд. і вступить. стаття А. Мірзоєва]. — Душанбе: Держ. изд. Тадж. РСР, 1949. — 100 с., 6 000 екз.
- Сайидо Насафі. Вибране / [Пер. А. Адаліс; Упоряд. і вступить. стаття А. Мірзоєва]. — Душанбе: Таджикгосиздат, 1954. — 99 с., 5 000 екз.
- Миршакар М. Ленін на Памірі: Поема / [Пер. з тадж. А. Адаліс і Ст. Сергєєва; Художник Ст. Фомін]. — Душанбе: Ірфан, 1970. — 48 с.
- Поети Сходу: Обр. пер. / [Предисл. Л. Озерова]. — М: Наука, 1979. — 333 с., 10 000 екз.

### Проза
- …Абджед хевез хютти… Роман пригод. — М-Л.: Молода гвардія, 1927. — 224 с., 4 000 екз. (у співавт з В. Сергєєвим)
- Піщаний похід: Нариси. — М.: Федерація, 1929. — 133, [2] с., 4 000 екз.
- Вступ до епохи. [Повість про початок щастя]. — М: Сов. літ-ра, 1934. — 164 с., 5 000 екз.
- Азері. [Повість]. Для середовищ. віку / Мал. Е. Аваліані. — М.-Л.: Детиздат, 1940. — 128 с., 15 000 екз.
- Любіть поезію. — М: Знання, 1961. — 112 с., 100 000 екз.